# CDK-Inhibitor
CDK-Inhibitoren sind eine relativ neue Gruppe von Arzneistoffen, die zur Behandlung von verschiedenen Krebserkrankungen (z. B. Brustkrebs) eingesetzt werden. CDK-Inhibitoren sind Hemmstoffe der Proteinkinasen Cyclin-abhängige Kinasen (engl. cyclin-dependent kinases, CDKs), die bei der Steuerung des Zellzyklus und somit bei der Zellproliferation eine Rolle spielen.
Proteinkinasen sind Enzyme, die andere Proteine an bestimmten Stellen phosphorylieren. Beim Menschen existieren 20 verschiedene CDKs.

## Erste Vertreter
Der erste Vertreter der CDK-Inhibitoren, Palbociclib (Handelsname: Ibrance, Hersteller: Pfizer), wurde im März 2015 von der US-amerikanischen Zulassungsbehörde (FDA) zugelassen. Palbociclib hemmt die CDK4 und CDK6 und ist auch in der EU seit November 2016 zugelassen zur Behandlung des Hormonrezeptor-positiven/HER2-negativen lokal fortgeschrittenen oder metastasierten Brustkrebses.
Ende August 2017 hat die EU-Kommission Ribociclib (Handelsname: Kisqali, Hersteller: Novartis) – in Kombination mit einem Aromatasehemmer – zur Behandlung von postmenopausalen Frauen mit einem Hormonrezeptor(HR)-positiven, humanen epidermalen Wachstumsfaktor-Rezeptor-2(HER2)-negativen, lokal fortgeschrittenen oder metastasierten Mammakarzinom (Brustkrebs) als initiale endokrin-basierte Therapie zugelassen. Die Therapie kann oral verabreicht werden. Kisqali war vorher bereits im März 2017 in den USA zugelassen worden. Im September 2024 erfolgte in den USA für Ribociclib eine Indikationserweiterung (früher Brustkrebs Stadium 2 und 3).
Ein weiterer CDK-Inhibitor ist Abemaciclib (Handelsname: Verzenio, Hersteller: Lilly, in den USA seit 28. September 2017, in der EU seit 27. September 2018 zugelassen).

## Kandidaten
Weiter sind Briciclib (Hersteller: Onconova), Dinaciclib (Hersteller: MSD), Milciclib, Riviciclib, Roniciclib, Seliciclib und Voruciclib in Entwicklung.